# Copperbelt Energy Corporation
Copperbelt Energy Corporation (CEC) ist eine Aktiengesellschaft in Sambia. Sie wurde 1997 von Zambia Energy Corporation ausgegliedert und privatisiert. Die wiederum wurde als Power Division of Zambia Consolidated Copper Mines in den 1950er Jahren gegründet. Sie hat ein Aktienkapital von 10 Mio. US$ und einen Dollar Nennwert. befindet sich im Jahr 2006 zu 20 Prozent im Besitz von Zambia Consolidated Copper Mines Investment Holdings, einigen sambischen Ingenieuren in dieser Gesellschaft und seit 22. Februar 2006 zu 77 Prozent von Zambia Energy Corporation. Die waren zuvor im Besitz von National Grid Company, UK, und Power International, USA. Copperbelt Energy Corporation wird an der Börse Lusaka Stock Exchange quotiert, also nicht gehandelt. Ihr Sitz ist in Kitwe, 23rd Avenue Nkana East.
Copperbelt Energy Corporation organisiert die Stromverteilung an Sambias privatisierte Kupferbergbaubetriebe im Copperbelt. Den Strom kauft sie von der staatlichen Zambia Electricity Supply Corporation (ZESCO) und verkauft ihn weiter an ihre Kunden. CEC verfügt über ein Versorgungsnetz von 880 Kilometern. Darunter sind 802 Kilometer 220-kV- und 66-kV-Leitungen, 1.275 MVA von 220/66 Transformatorenkapazität sowie ein 80-MW-Gasturbinenkraftwerk. CEC verteilt 60 Prozent von Sambias Strom, davon 450 MW an die Kupfergewinnung, bis zu 500 MW in die Demokratische Republik Kongo und 240 MW an ZESCO. 1.600 MW werden vom Nordufer der Kariba-Talsperre und der Kafue-Talsperre geliefert.
Copperbelt Energy Corporation ist auch im Ausbau des Glasfasernetzes in Sambia aktiv, wovon sie 520 Kilometer betreibt.